# 杜果
杜果，字登聖，江西新建人。清初政治人物。

## 生平
杜果於順治四年（1647年）中式丁亥科三甲進士。選庶吉士，散館改監察御史。官至山東濟寧道。